# Encyclopédie Catholique
Ne doit pas être confondu avec Catholic Encyclopedia.
L'Encyclopédie catholique publiée sous la direction de l'abbé Jean-Baptiste Glaire et du vicomte de Walsh parait en 18 volumes publiés à partir de 1839. Le titre complet en est : Encyclopédie catholique : répertoire universel et raisonné des sciences, des lettres, des arts et des métiers, formant une bibliothèque universelle. C'est une encyclopédie universelle imposante non illustrée, et avec un important développement des domaines concernant l'Église catholique : par exemple l'article sur les conciles fait 180 pages dont 10 pages pour les conciles tenus au Xe siècle.